# アントニー・ロサノ
アントニー・ルベン・ロサノ・コロン（Anthony Rubén Lozano Colón, 1993年4月25日 - ）は、ホンジュラス・ヨロ県出身のサッカー選手。ヘタフェCF所属。ホンジュラス代表。ポジションはフォワード。

## 経歴
2009年にCDオリンピアでプロキャリアをスタートさせ、2011年8月11日、バレンシアCFに移籍し、すぐにCDアルコヤーノにレンタル移籍した。
以降はスペイン国内のあらゆるチームを渡り歩き、2019年9月1日にカディスCFに加入。2019-20シーズンはセグンダ・ディビシオンで2位に入り、2005-06シーズン以来のラ・リーガ復帰に貢献。2020年10月17日のレアル・マドリード戦では、前半16分に先制ゴールを決め、敵地で1-0の勝利に貢献した。
2023年7月1日、ヘタフェCFに3年契で移籍した。

## 代表歴
ホンジュラス代表としてCONCACAF U-17選手権2009、2009 FIFA U-17ワールドカップに出場した。

## 所属クラブ
- CDオリンピア 2009-2011
- バレンシアCF・メスタージャ 2011-2013

→ CDアルコヤーノ 2011-2012 (loan)
- CDオリンピア 2013-2015

→ CDテネリフェ 2015-2017 (loan)
- FCバルセロナB 2017-2018
- ジローナFC 2018-2020

→ カディスCF 2019-2020 (loan)
- カディスCF 2020-2023
- ヘタフェCF 2023-